# Servizio sanitario dell'Arma dei Carabinieri
Il Servizio sanitario dell'Arma dei Carabinieri è il corpo di sanità militare della Arma dei Carabinieri. È inquadrato nella "Direzione di sanità" del Comando generale dell'Arma.

## Storia
La carica di Direttore di Sanità dell'Arma dei Carabinieri venne istituita nel 1966, a capo della Direzione di Sanità presso il Comando generale dell'Arma. Primo Direttore di Sanità fu il Colonnello medico Alpino M.O.V.M. Enrico Reginato, rientrato nel 1954 da 12 anni di prigionia in Russia.
L'Arma dei Carabinieri fino al 1º luglio 2002 si è avvalsa esclusivamente di ufficiali medici dell'Esercito Italiano, in servizio presso il Comando generale e presso gli altri Comandi di unità periferici. Da tale data in poi si è avvalsa invece di propri ufficiali.
Quando l'Arma è divenuta Forza armata, con il Decreto Legislativo 5 ottobre 2000, n. 298 art. 3, è stato istituito un autonomo "Servizio sanitario dell'Arma dei carabinieri" che, attivo dal 2002, opera in concorso con altri soggetti istituzionali, per tutela della salute del personale, espletando compiti di selezione, medicina preventiva ed assistenziale, medicina legale, educazione sanitaria, supporto in ambito addestrativo ed operativo.

## Organizzazione
Il Servizio sanitario dell'Arma è costituito da una Direzione di sanità presso il Comando generale (organo direttivo centrale), da Infermerie presidiarie presso comandi e presidi, da un Ufficio sanitario presso il Centro nazionale di selezione e reclutamento e da un Centro polispecialistico (organi esecutivi).
- La Direzione di sanità fornisce lineamenti di politica sanitaria dell'Arma, il collegamento tecnico con organi centrali militari e civili su materie sanitarie di interesse per l'Arma; attività di coordinamento e controllo tecnico dei servizi sanitari e infermerie, esigenze di formazione, specializzazione ed aggiornamento del personale sanitario (provider ECM); consulenza in campo sanitario.
- Le Infermerie presidiarie sono organi sanitari con assetti infrastrutturali, tecnologici ed organizzativi commisurati alle esigenze dei reparti e dell'organico dei bacini di utenza, con compiti di: assistenza - in alcune sedi comprensiva di sostegno psicologico a cura di un Servizio di psicologia (SP) interno, vigilanza igienico-sanitaria, medicina legale, educazione sanitaria e sorveglianza sanitaria dei luoghi di lavoro.
- L'Ufficio sanitario del Centro nazionale di selezione e reclutamento ha compiti di selezione e reclutamento, accertamenti fisio-psicoattitudinali su aspiranti e personale già arruolato per particolari settori di specializzazione/impiego (compreso impiego in missioni operative all'estero); definizione /aggiornamento norme tecniche procedurali, ricerca.
- Il Centro polispecialistico ha compiti di diagnosi e cura specialistica ambulatoriale, con struttura ad elevata tecnologia, in supporto ai servizi sanitari periferici, particolarmente orientate ad obiettivi di prevenzione.

Gli ufficiali veterinari sono invece posti alle dipendenze di un'apposita "Direzione di veterinaria", dipendente dal IV Reparto "logistica" dello Stato maggiore del Comando generale.

## Organico
L'organico ufficiali del Servizio sanitario dell'Arma è costituito da ufficiali medici e da ufficiali psicologi. Sottufficiali infermieri, fisioterapisti, tecnici di radiologia e tecnici di laboratorio completano l'organico.  Alcuni Ufficiali medici dell'Arma sono altresì impiegati in organismi sanitari Interforze o ministeriali.
Gli ufficiali medici e psicologi dell'Arma dei Carabinieri sono inquadrati nel comparto sanitario-psicologico del Ruolo tecnico, e vengono reclutati annualmente mediante pubblico concorso per titoli ed esami tra i laureati rispettivamente in medicina e chirurgia e psicologia.
Gli Infermieri dell'Arma dei Carabinieri, a differenza delle altre FF.AA e FF.PP,  non sono sempre inquadrati nel ruolo direttivo dei Marescialli pertanto non é sempre loro riconosciuto il livello economico contrattuale  legato al titolo di studio Universitario obbligatorio per esercitare la professione.  Gli infermieri così come i fisioterapisti e i tecnici di radiologia medica vengono "recuperati" dal personale vincitore dei concorsi per Carabiniere o per Maresciallo che autonomamente ha conseguito il titolo di studio accademico previsto l'esercizio delle professioni sanitarie. Suddetto personale oltre che per i compiti d'istituto in patria, è presente anche nelle missioni militari all'estero per il supporto sanitario del contingente nazionale ed eventuale assistenza alla popolazione locale.

## Comandante
Il comandante è il Direttore di sanità dell'Arma, che dipende dal Capo del IV Reparto ed Ispettore Logistico.
- Gen. C.A. me.  Domenico Ribatti (8 aprile 1992 - 16 settembre 2014)
- Gen. D. me. Vito Ferrara (17 settembre 2014 - 5 settembre 2021)[4]
- Gen. D. me. ris.tratt. Sebastiano Fallo (6 settembre 2021 - in carica)
- Carica estinta per riforma comparto.